# Tricloruro de tetraetilamonio
El tricloruro de tetraetilamonio (también conocido como reactivo de Mioskowski) es un compuesto químico de fórmula [NEt4][Cl3] formado por un catión de tetraetilamonio y un tricloruro como anión. El tricloruro también se conoce como monoanión tricloro y representa uno de los aniones policloro más simples. El tricloruro de tetraetilamonio se utiliza como reactivo en cloraciones y reacciones de oxidación.

## Propiedades
A temperatura ambiente, el tricloruro de tetraetilamonio es un sólido amarillo soluble en disolventes orgánicos polares (por ejemplo, cloruro de metileno o acetonitrilo). Como es un oxidante fuerte y un agente clorante, reacciona con la mayoría de los disolventes orgánicos. El tricloruro puede considerarse un anión simétrico como el que se encuentra en [NnPr4][Cl3], que está formado por un enlace 3c-4e.

## Preparación
Comúnmente, el tricloruro de tetraetilamonio se prepara mediante la reacción de cloruro de tetraetilamonio y cloro elemental en cloruro de metileno a temperatura ambiente. Tras la evaporación del disolvente, el tricloruro de tetraetilamonio se obtiene como un sólido amarillo.
[NEt4]Cl + Cl2 → [NEt4][Cl3]
Recientemente, se ha descrito una preparación alternativa de tricloruro de tetraetilamonio utilizando cloruro de tetraetilamonio y peroximonosulfato de potasio como oxidante.

## Aplicaciones

Reacciones del tricloruro de trietilmetilamonio

En general, el tricloruro de tetraetilamonio tiene una reactividad similar en comparación con el cloro elemental y otros tricloruros, por ejemplo, el tricloruro de trietilmetilamonio. Como el tricloruro de tetraetilamonio es sólido y puede disolverse en cloruro de metileno o acetonitrilo, se utiliza como una alternativa más fácil de manejar que el cloro elemental, en particular para la síntesis de productos intermedios en la síntesis de productos naturales. El tricloruro de tetraetilamonio reacciona con alquenos dando lugar a los correspondientes alcanos vicinales 1,2-diclorados y, de forma similar, con alquinos dando lugar a los correspondientes alquenos trans-diclorados. Los arenos ricos en electrones se cloran en la posición para. Mientras que los aldehídos se dicloran en posición alfa, las cetonas reaccionan a las alfa-clorocetonas monocloradas. En presencia de 1,4-diazabiciclo[2.2.2]octano, el tricloruro de tetraetilamonio es un oxidante útil para la oxidación de alcoholes primarios a los aldehídos correspondientes y de alcoholes secundarios a las cetonas correspondientes. En los compuestos que contienen tanto un alcohol primario como uno secundario, se observa una oxidación selectiva del alcohol secundario. Los acetales sufren una cloración C-H del enlace C-H terciario que da lugar a los acetales clorados correspondientes.